# Demi Stokes
Demi Lee Courtney Stokes (South Shields, 12 dicembre 1991) è una calciatrice inglese, difensore del Newcastle United. Ha giocato 69 partite dal 2014 al 2022 con la nazionale inglese.
In carriera nel 2016 ha vinto la FA Women's Super League 1, massimo livello del campionato inglese femminile di calcio, con il Manchester City, indossando inoltre la maglia delle nazionali giovanili inglesi laureandosi campionessa d'Europa Under-19 a Bielorussia 2009.

## Palmarès

### Club
- Campionato inglese: 1

Manchester City: 2016
- Women's FA Cup: 1

Manchester City: 2018-2019
- FA Women's League Cup: 3

Manchester City: 2014, 2018-2019, 2021-2022

### Nazionale
- Campionato d'Europa under 19: 1

2009
- SheBelieves Cup: 1

2019
- Arnold Clark Cup: 1

2022
- Campionato d'Europa: 1

2022